# Flectonotus fitzgeraldi
Flectonotus fitzgeraldi (tên tiếng Anh: Mount Tucutche tree frog) là một loài ếch trong họ Hemiphractidae.
Nó được tìm thấy ở Trinidad và Tobago và Venezuela.
Các môi trường sống tự nhiên của chúng là các khu rừng ẩm ướt đất thấp nhiệt đới hoặc cận nhiệt đới và các khu rừng vùng núi ẩm nhiệt đới hoặc cận nhiệt đới. Loài này đang bị đe dọa do mất môi trường sống.
Nó được đặt tên theo Lesley Desmond Foster Vesey-Fitzgerald who worked on Trinidad and Tobago in the early 1930s.